# كانيم إيكيدا
كانيم إيكيدا (باليابانية: 池田要) هو دبلوماسي ياباني، ولد في 1946.